# Прекмурска гибаница
Прекмурска гибаница је слатко јело словеначке кухиње. Назив је добила по словеначкој покрајини Прекмурје (Преко Муре), које лежи на североистоку Словеније, према Мађарској. Гибаница је слатко и врло калорично јело и прави се од кора (може и лиснатог теста) и четири врсте надева: сметана (слатка павлака), рендане јабуке, млевени ораси и мак.
Традиционално се прекмурска гибаница прави на следећи начин: припреме се сви састојци и потом се ређа ред кора, ред надева, све док се не направи осам слојева (дуплирају се надеви). Потом се цела гибаница прелије још једном павлаком и шећером и пече у пећници на 200 °C. За детаљније објашњење молимо погледајте рецепт на словеначком.